# Liste de transits dans le Système solaire
Cet article dresse une liste de transits visibles depuis le Système solaire et faisant intervenir au moins un corps du Système solaire autre que l'observateur.
Cette liste n'inclut cependant pas un certain nombre d'événements spécifiques :
- les transits de la Lune devant le Soleil visibles depuis la Terre (éclipses de Soleil) : voir la liste d'éclipses solaires ;
- les transits de la Terre devant le Soleil visibles depuis la Lune (correspondant aux éclipses de Lune sur Terre) : voir la liste d'éclipses de Lune ;
- d'autres événements très courants :
  - les éclipses d'étoiles par la Lune visibles depuis la Terre ;
  - les éclipses d'étoiles par les planètes depuis leurs satellites, en particulier depuis les plus proches de la planète en question.

Les transits de planètes devant une étoile qui sont visibles depuis une autre planètes sont pour leur part inclus dans cette liste.
Cette liste se limitant au Système solaire, elle n'inclut évidemment pas non plus les transits n'impliquant que des objets extrasolaires (étoiles binaires à éclipses, système étoile-planète où la planète transite, ...)

## Liste
Note :
1. Cette liste n'est pas exhaustive : certains évènements peuvent manquer, en particulier quand on s'éloigne du présent.
2. Les dates sont données sur l'échelle de temps dynamique (TD), qui est un échelle de temps uniforme. Cette échelle ne tient donc pas compte de la lente décélération de la rotation de la Terre, qui rend les journées terrestres en moyenne plus longues au cours du temps. La différence est négligeable à court terme mais devient significative pour les dates du « futur lointain ». Ainsi, des transits quasi simultanés de Vénus et Mercure devant le Soleil seront visibles depuis la Terre le 17 septembre de l'an 13 425 sur l'échelle de temps dynamique, ce qui correspond au 13 septembre de la même année sur l'échelle de temps liée à la rotation de la Terre[1].

| Date                  | Objet transitant   | Objet transité | Visible depuis    | Commentaires |
| --------------------- | ------------------ | -------------- | ----------------- | --- |
| 7 novembre 1631       | Mercure            | Soleil         | Terre             | |
| 7 décembre 1631       | Vénus              | Soleil         | Terre             | |
| 4 décembre 1639       | Vénus              | Soleil         | Terre             | Premier transit de Vénus dont on connaît des observations astronomiques. |
| 28 mai 1737           | Vénus              | Mercure        | Terre             | Occultation de Mercure par Vénus. |
| 6 juin 1761           | Vénus              | Soleil         | Terre             | |
| 3-4 juin 1769         | Vénus              | Soleil         | Terre             | |
| 9 décembre 1874       | Vénus              | Soleil         | Terre             | |
| 6 décembre 1882       | Vénus              | Soleil         | Terre             | |
| 8 juin 2004           | Vénus              | Soleil         | Terre             | |
| 14 janvier 2005       | Système Terre-Lune | Soleil         | Système saturnien | La sonde Huygens a observée le transit de la Terre et de la Lune devant le Soleil. |
| 5-6 juin 2012         | Vénus              | Soleil         | Terre             | |
| 5 janvier 2014        | Système Terre-Lune | Soleil         | Système jovien    | |
| 2 avril 2015          | Callisto           | Ganymède       | Soleil            | Ceci correspond à l'éclipse de Ganymède par Callisto, éclipse qui fut visible entre autres depuis la Terre (en dehors du triplet Callisto-Ganymède-Soleil, l'événement visible était bien une éclipse et non un transit). Par symétrie, Callisto a transité devant le Soleil quand observé depuis Ganymède ; cependant la configuration vue de l'autre côté (transit de Callisto devant Ganymède, vu du Soleil) est ici indiquée car plus rare. |
| 10 janvier 2026       | Terre              | Soleil         | Jupiter           | |
| 29 mai 2061           | Saturne            | Soleil         | Neptune           | |
| 10 novembre 2084      | Terre              | Soleil         | Mars              | |
| 11 décembre 2117      | Vénus              | Soleil         | Terre             | |
| 8 décembre 2125       | Vénus              | Soleil         | Terre             | |
| 8 août 2188           | Jupiter            | Soleil         | Neptune           | |
| 11 juin 2247          | Vénus              | Soleil         | Terre             | |
| 9 juin 2255           | Vénus              | Soleil         | Terre             | |
| 8 avril 2669          | Saturne            | Soleil         | Uranus            | |
| 24 octobre 2714       | Jupiter            | Soleil         | Uranus            | |
| 17 mars 7541          | Jupiter            | Soleil         | Saturne           | |
| 17 septembre 13425 TD | Vénus puis Mercure | Soleil         | Terre             | Transits quasi simultanés : le transit de Mercure commencera environ 9 heures après la fin du transit de Vénus. |
| octobre 38172         | Uranus             | Soleil         | Neptune           | Les transits d'Uranus depuis Neptune sont les plus rares transits d'une planète du Système solaire devant le Soleil visibles depuis une autre planète du Système solaire. |